# Noodles
Kevin John Wasserman (Los Angeles, Califòrnia, Estats Units, 4 de febrer de 1963), és un músic estatunidenc conegut amb el nom artístic Noodles per ser el guitarrista de la banda californiana The Offspring.

## Biografia
Wasserman va mantenir una relació sentimental amb la germanastra de Ron Welty, que en aquella època era el bateria de la banda i tocaven junts. Es va casar amb Jackie Wasserman, van tenir una filla l'any 1989 anomenada Chelsea Nicole i un fill el 2003 de nom Jackson. Les seves principals aficions són el surf i el skateboard.

## Carrera musical
Abans d'unir-se a The Offspring va tocar en diverses bandes locals com "Würst Thumb", "The Squids" o "Clowns of Death". Realment va entrar a la banda quan encara s'anomenava "Manic Subsidal" i la formaven Dexter Holland i Greg Kriesel. Un dels motius pel qual va entrar a la banda era perquè era major d'edat i era l'únic que podia comprar alcohol legalment. En un dels primers concerts amb la banda fou apunyalat a l'espatlla per un skinhead.
En l'època que es va publicar l'àlbum Smash, Wasserman treballava com a conserge a l'Earl Warren Elementary School de Garden Grove, i degut a l'èxit de «Come Out and Play» els estudiants el van començar a reconèixer.

## Equipament
Noodles acostuma a utilitzar guitarres de la marca Ibanez i té quatre models signats de la sèrie Talman. Els models signats són la NDM1 (acrònim de Noodles Model 1), la NDM2 (que té el logotip de The Offspring amb olleres), la NDM3, i la NDM4. A banda d'aquestes també ha tocat guitarres d'altres marques com Paul Reed Smith, Fender Telecaster, Fender Stratocaster, Gibson Les Pauls o Jackson Guitars.

## Discografia
- The Offspring (1989)
- Ignition (1992)
- Smash (1994)
- Ixnay on the Hombre (1997)
- Americana (1998)
- Conspiracy of One (2000)
- Splinter (2003)
- Rise and Fall, Rage and Grace (2008)
- Days Go By (2012)